# Улердула
Улердула (кат. Olèrdola) - муніципалітет, розташований в Автономній області Каталонія, в Іспанії. Знаходиться у районі (кумарці) Ал Панадес провінції Барселона, згідно з новою адміністративною реформою перебуватиме у складі Баґарії (округи) Барселона.

## Населення
Населення міста (у 2007 р.) становить 3.280 осіб (з них менше 14 років - 18,5%, від 15 до 64 - 69,1%, понад 65 років - 12,4%). У 2006 р. народжуваність склала 43 особи, смертність - 20 осіб, зареєстровано 13 шлюбів. У 2001 р. активне населення становило 1.254 особи, з них безробітних - 118 осіб.

Серед осіб, які проживали на території міста у 2001 р., 1.886 народилися в Каталонії (з них 1.265 осіб у тому самому районі, або кумарці), 447 осіб приїхало з інших областей Іспанії, а 89 осіб приїхало з-за кордону. 

Університетську освіту має 7,7% усього населення. 

У 2001 р. нараховувалося 829 домогосподарств (з них 15,1% складалися з однієї особи, 26,8% з двох осіб,24,8% з 3 осіб, 23,3% з 4 осіб, 6,4% з 5 осіб, 2,2% з 6 осіб, 0,8% з 7 осіб, 0,5% з 8 осіб і 0,1% з 9 і більше осіб).

Активне населення міста у 2001 р. працювало у таких сферах діяльності : у сільському господарстві - 5,1%, у промисловості - 30,3%, на будівництві - 12,9% і у сфері обслуговування - 51,7%. 

 У муніципалітеті або у власному районі (кумарці) працює 2.038 осіб, поза районом - 756 осіб.

### Безробіття
У 2007 р. нараховувалося 102 безробітних (у 2006 р. - 99 безробітних), з них чоловіки становили 33,3%, а жінки - 66,7%.

## Економіка

### Підприємства міста

#### Промислові підприємства
| \| Промислові підприємства міста, за сферою діяльності \| Промислові підприємства міста, за сферою діяльності \| Промислові підприємства міста, за сферою діяльності \| \| Рік \| 2002 р. \| 2001 р. \| \| --------------------------------------------------- \| --------------------------------------------------- \| --------------------------------------------------- \| \| Енергетичні та водні ресурси \| 2,7% \| 2,9% \| \| Хімія та метали \| 14,4% \| 14,3% \| \| Переробка металів \| 36% \| 37,1% \| \| Продукти харчування \| 18,9% \| 18,1% \| \| Текстиль \| 5,4% \| 5,7% \| \| Виробництво меблів, видання \| 15,3% \| 14,3% \| \| Інше \| 7,2% \| 7,6% \| \| Усього підприємств \| 111 \| 105 \| |         |         |
| Промислові підприємства міста, за сферою діяльності |         |         |
| Рік | 2002 р. | 2001 р. |
| Енергетичні та водні ресурси | 2,7%    | 2,9%    |
| Хімія та метали | 14,4%   | 14,3%   |
| Переробка металів | 36%     | 37,1%   |
| Продукти харчування | 18,9%   | 18,1%   |
| Текстиль | 5,4%    | 5,7%    |
| Виробництво меблів, видання | 15,3%   | 14,3%   |
| Інше | 7,2%    | 7,6%    |
| Усього підприємств | 111     | 105     |

#### Роздрібна торгівля
| \| Підприємства роздрібної торгівлі міста, за сферою діяльності \| Підприємства роздрібної торгівлі міста, за сферою діяльності \| Підприємства роздрібної торгівлі міста, за сферою діяльності \| \| Рік \| 2002 р. \| 2001 р. \| \| ------------------------------------------------------------ \| ------------------------------------------------------------ \| ------------------------------------------------------------ \| \| Продукти харчування \| 23,8% \| 28,9% \| \| Одяг та взуття \| 2,4% \| 0% \| \| Товари для дому \| 16,7% \| 15,8% \| \| Книги та періодичні видання \| 0% \| 2,6% \| \| Промислова хімічна продукція \| 14,3% \| 13,2% \| \| Продукція, пов'язана з транспортними засобами \| 16,7% \| 13,2% \| \| Інше \| 26,2% \| 26,3% \| \| Усього підприємств \| 42 \| 38 \| |         |         |
| Підприємства роздрібної торгівлі міста, за сферою діяльності |         |         |
| Рік | 2002 р. | 2001 р. |
| Продукти харчування | 23,8%   | 28,9%   |
| Одяг та взуття | 2,4%    | 0%      |
| Товари для дому | 16,7%   | 15,8%   |
| Книги та періодичні видання | 0%      | 2,6%    |
| Промислова хімічна продукція | 14,3%   | 13,2%   |
| Продукція, пов'язана з транспортними засобами | 16,7%   | 13,2%   |
| Інше | 26,2%   | 26,3%   |
| Усього підприємств | 42      | 38      |

#### Сфера послуг
| \| Підприємства міста, що працюють у сфері послуг, за діяльністю \| Підприємства міста, що працюють у сфері послуг, за діяльністю \| Підприємства міста, що працюють у сфері послуг, за діяльністю \| \| Рік \| 2002 р. \| 2001 р. \| \| ------------------------------------------------------------- \| ------------------------------------------------------------- \| ------------------------------------------------------------- \| \| Гуртова торгівля \| 25,9% \| 29,1% \| \| Готелі та готельний бізнес \| 8,5% \| 7,9% \| \| Транспорт та зв'язок \| 22,2% \| 21,8% \| \| Посередницькі фінансові послуги \| 1,1% \| 1,2% \| \| Послуги підприємствам \| 3,7% \| 4,2% \| \| Послуги фізичним особам \| 23,3% \| 21,8% \| \| Нерухомість та ін. \| 15,3% \| 13,9% \| \| Усього підприємств \| 189 \| 165 \| |         |         |
| Підприємства міста, що працюють у сфері послуг, за діяльністю |         |         |
| Рік | 2002 р. | 2001 р. |
| Гуртова торгівля | 25,9%   | 29,1%   |
| Готелі та готельний бізнес | 8,5%    | 7,9%    |
| Транспорт та зв'язок | 22,2%   | 21,8%   |
| Посередницькі фінансові послуги | 1,1%    | 1,2%    |
| Послуги підприємствам | 3,7%    | 4,2%    |
| Послуги фізичним особам | 23,3%   | 21,8%   |
| Нерухомість та ін. | 15,3%   | 13,9%   |
| Усього підприємств | 189     | 165     |

## Житловий фонд
У 2001 р. 2,9% усіх родин (домогосподарств) мали житло метражем до 59 м2, 19,6% - від 60 до 89 м2, 34,4% - від 90 до 119 м2 і
43,1% - понад 120 м2.

З усіх будівель у 2001 р. 48,2% було одноповерховими, 46,8% - двоповерховими, 4,9
% - триповерховими, 0,1% - чотириповерховими, 0% - п'ятиповерховими, 0% - шестиповерховими,
0% - семиповерховими, 0% - з вісьмома та більше поверхами.

## Автопарк
| \| Автомобілі, зареєстровані у місті, за призначенням \| Автомобілі, зареєстровані у місті, за призначенням \| Автомобілі, зареєстровані у місті, за призначенням \| \| Рік \| 2006 р. \| 2005 р. \| \| -------------------------------------------------- \| -------------------------------------------------- \| -------------------------------------------------- \| \| Приватні автомобілі \| 41,1% \| 39,5% \| \| Мотоцикли \| 6,5% \| 5,9% \| \| Вантажівки \| 45% \| 47,7% \| \| Трактори \| 1,3% \| 1,4% \| \| Автобуси та ін. \| 6,2% \| 5,5% \| \| Усього автомобілів \| 4.355 шт. \| 4.260 шт. \| |           |           |
| Автомобілі, зареєстровані у місті, за призначенням |           |           |
| Рік | 2006 р.   | 2005 р.   |
| Приватні автомобілі | 41,1%     | 39,5%     |
| Мотоцикли | 6,5%      | 5,9%      |
| Вантажівки | 45%       | 47,7%     |
| Трактори | 1,3%      | 1,4%      |
| Автобуси та ін. | 6,2%      | 5,5%      |
| Усього автомобілів | 4.355 шт. | 4.260 шт. |

## Вживання каталанської мови
У 2001 р. каталанську мову у місті розуміли 97,5% усього населення (у 1996 р. - 99,1%), вміли говорити нею 84,8% (у 1996 р. - 
87,9%), вміли читати 83,1% (у 1996 р. - 82,3%), вміли писати 54,5
% (у 1996 р. - 51,1%). Не розуміли каталанської мови 2,5%.

## Політичні уподобання
У виборах до Парламенту Каталонії у 2006 р. взяло участь 1.460 осіб (у 2003 р. - 1.460 осіб). Голоси за політичні сили розподілилися таким чином:
| \| Вибори до Парламенту Каталонії \| Вибори до Парламенту Каталонії \| Вибори до Парламенту Каталонії \| \| Рік \| 2006 р. \| 2003 р. \| \| -------------------------------------- \| ------------------------------ \| ------------------------------ \| \| Конвергенція та Єднання (CiU) \| 41,3% \| 40,9% \| \| Соціалістична партія Каталонії (PSC) \| 23,2% \| 21,2% \| \| Народна партія (PP) \| 4,9% \| 9% \| \| Ініціатива за зелену Каталонію (IC) \| 10% \| 6,8% \| \| Республіканська лівиця Каталонії (ERC) \| 17,1% \| 21% \| \| Громадянська партія (C's) \| 2% \| 0% \| \| Інші \| 1,5% \| 1,2% \| |         |         |
| Вибори до Парламенту Каталонії |         |         |
| Рік | 2006 р. | 2003 р. |
| Конвергенція та Єднання (CiU) | 41,3%   | 40,9%   |
| Соціалістична партія Каталонії (PSC) | 23,2%   | 21,2%   |
| Народна партія (PP) | 4,9%    | 9%      |
| Ініціатива за зелену Каталонію (IC) | 10%     | 6,8%    |
| Республіканська лівиця Каталонії (ERC) | 17,1%   | 21%     |
| Громадянська партія (C's) | 2%      | 0%      |
| Інші | 1,5%    | 1,2%    |

У муніципальних виборах у 2007 р. взяло участь 1.525 осіб (у 2003 р. - 1.478 осіб). Голоси за політичні сили розподілилися таким чином:
| \| Муніципальні вибори \| Муніципальні вибори \| Муніципальні вибори \| \| Рік \| 2007 р. \| 2003 р. \| \| -------------------------------------- \| ------------------- \| ------------------- \| \| Конвергенція та Єднання (CiU) \| 38% \| 27,8% \| \| Соціалістична партія Каталонії (PSC) \| 48,9% \| 12,8% \| \| Народна партія (PP) \| 3% \| 10,6% \| \| Ініціатива за зелену Каталонію (IC) \| 0% \| 0% \| \| Республіканська лівиця Каталонії (ERC) \| 10,1% \| 11,6% \| \| Громадянська партія (C's) \| 0% \| 0% \| \| Інші \| 0% \| 37,2% \| |         |         |
| Муніципальні вибори |         |         |
| Рік | 2007 р. | 2003 р. |
| Конвергенція та Єднання (CiU) | 38%     | 27,8%   |
| Соціалістична партія Каталонії (PSC) | 48,9%   | 12,8%   |
| Народна партія (PP) | 3%      | 10,6%   |
| Ініціатива за зелену Каталонію (IC) | 0%      | 0%      |
| Республіканська лівиця Каталонії (ERC) | 10,1%   | 11,6%   |
| Громадянська партія (C's) | 0%      | 0%      |
| Інші | 0%      | 37,2%   |